# Nitzan Atzmon
Nitzan Atzmon đã thi đấu cho Israel và giành huy chương vàng trong các sự kiện bóng chuyền đứng nam tại Thế vận hội Paralympic Mùa hè 1976, Thế vận hội Paralympic Mùa hè 1980 và Thế vận hội Paralympic Mùa hè 1984.
Anh cũng tham gia tranh tài trong các sự kiện điền kinh para nam. Tại Thế vận hội Paralympic Mùa hè 1976, anh giành huy chương vàng trong sự kiện nhảy cao F và huy chương bạc trong sự kiện nhảy xa F. Tại Thế vận hội Paralympic Mùa hè 1980, anh giành huy chương đồng trong sự kiện nhảy cao F.